# 芦台街道
芦台街道，原名芦台镇，是天津市宁河区下辖的一个街道，区人民政府驻地。芦台是一个历史悠久的津门古镇。2020年7月8日上午，天津市宁河区芦台街道举行撤镇建街揭牌仪式，标志着芦台镇行政区划正式撤销，芦台街道正式成立。

## 方言土语
芦台话受宁河、唐山等地方言影响，方言结构极为复杂。极少人以普通话作为日用语言。

## 地理交通
位于天津市东北部，是宁河区中心城区，濒临渤海，面积为 26.28平方公里。距天津滨海国际机场仅65公里,距天津市区85公里,北京市区185公里。

## 行政区划

### 建制史
- 唐朝时期在芦台开辟盐场。
- 元至元十九年立芦台盐使司。
- 明亦设芦台场，置巡司。
- 清通永镇总兵驻此。
- 民国初置县佐于此。

### 下辖地区
芦台街道目前下辖以下地区：
永盛道社区。

## 旅游景点
- 宝塔寺
- 双坨西汉古文化遗址
- 于方舟衣冠冢墓地
- 七里海湿地保护区